# C.V.N.E.

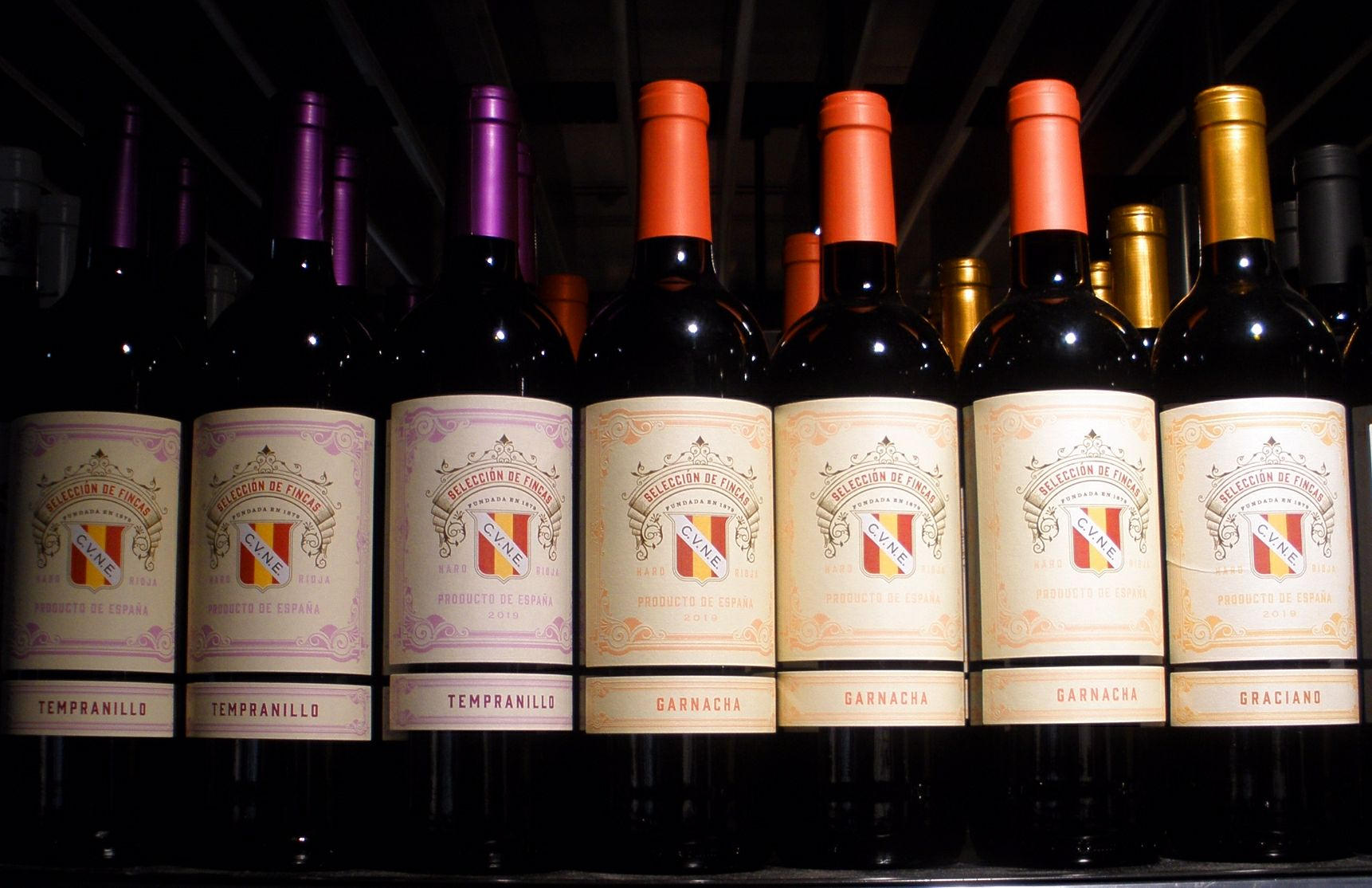
C.V.N.E.のワインボトル

C.V.N.E.（クネ、スペイン語: Compañía Vinícola del Norte de España）は、スペイン・リオハ・ワインの醸造企業。製造するワインのブランド名はCune（クネ）である。

## 概要

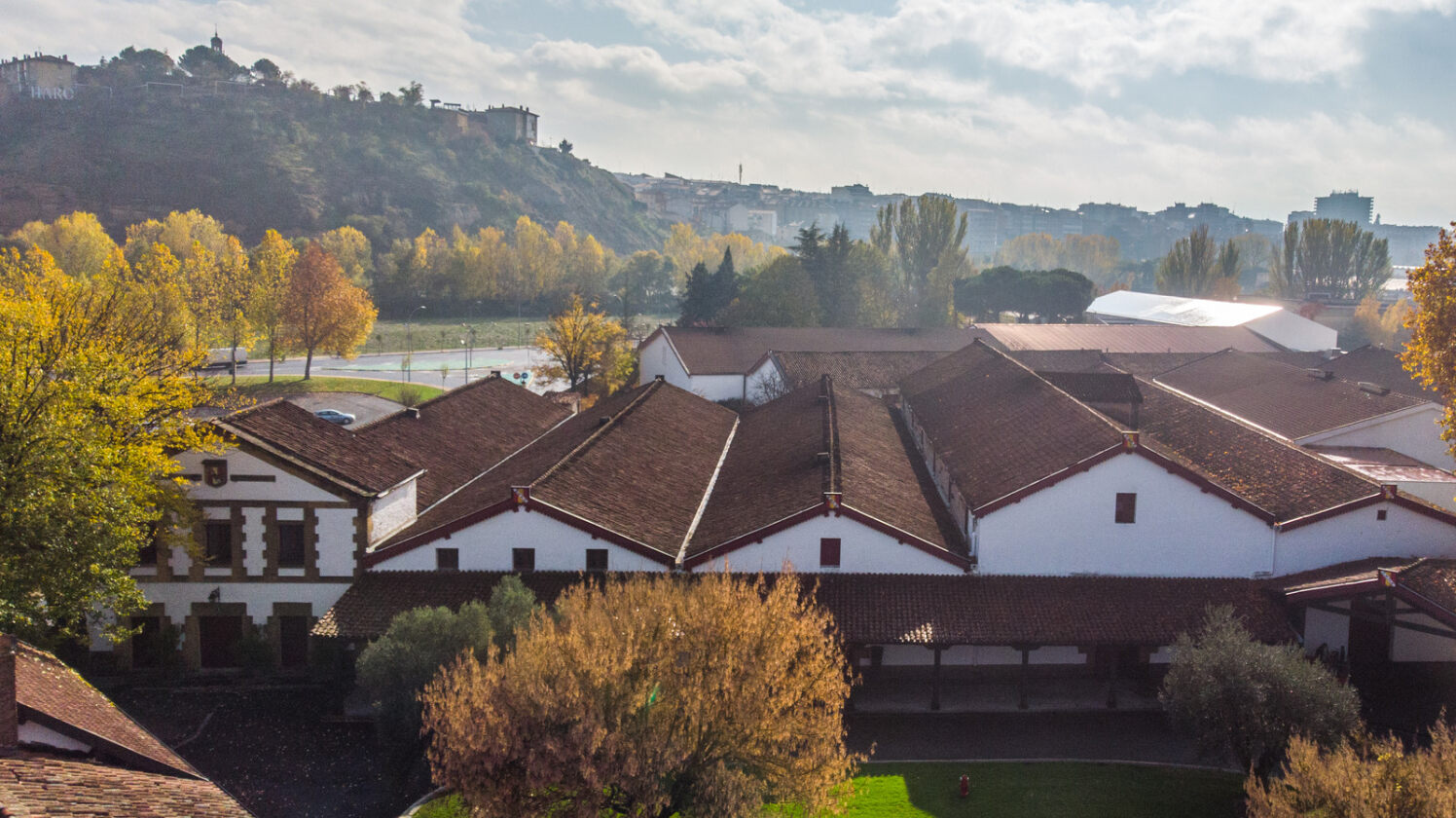
ワイナリーの外観

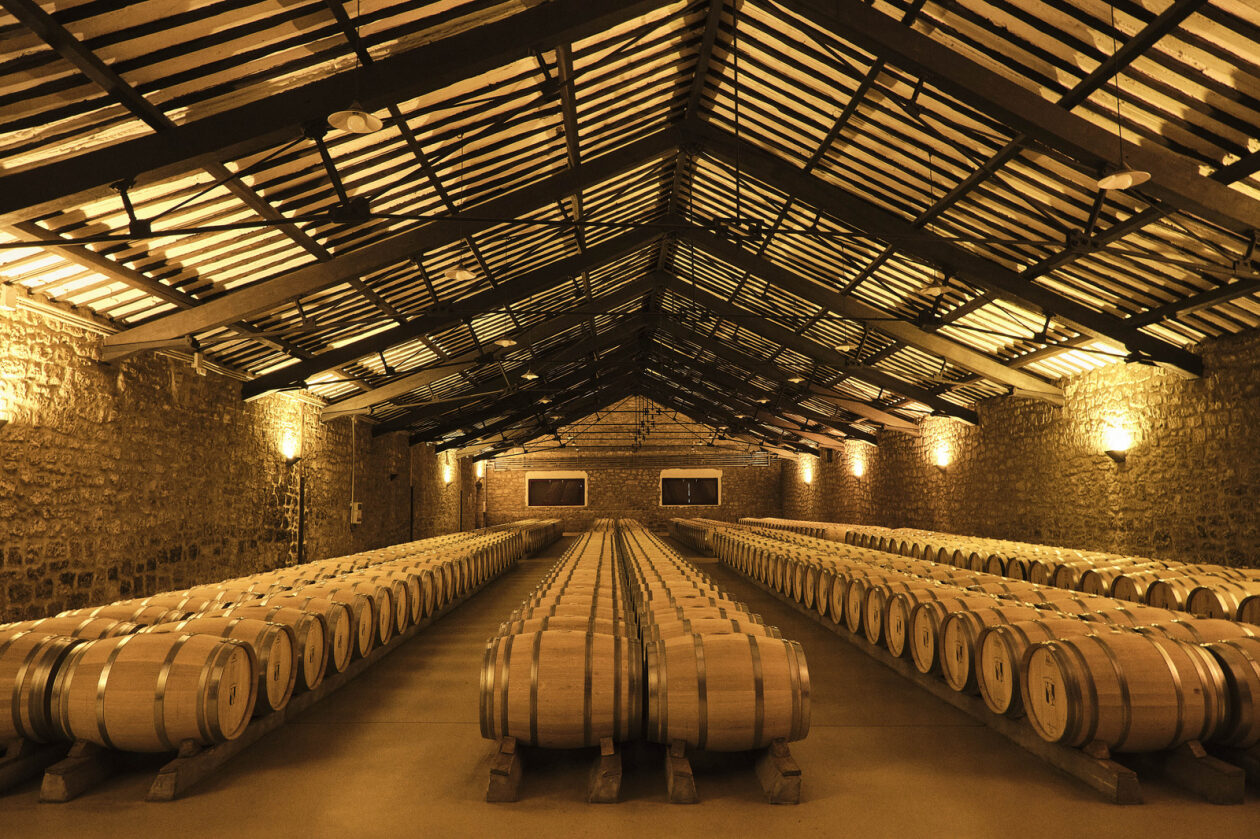
エッフェル設計のワインセラー（1890年竣工）

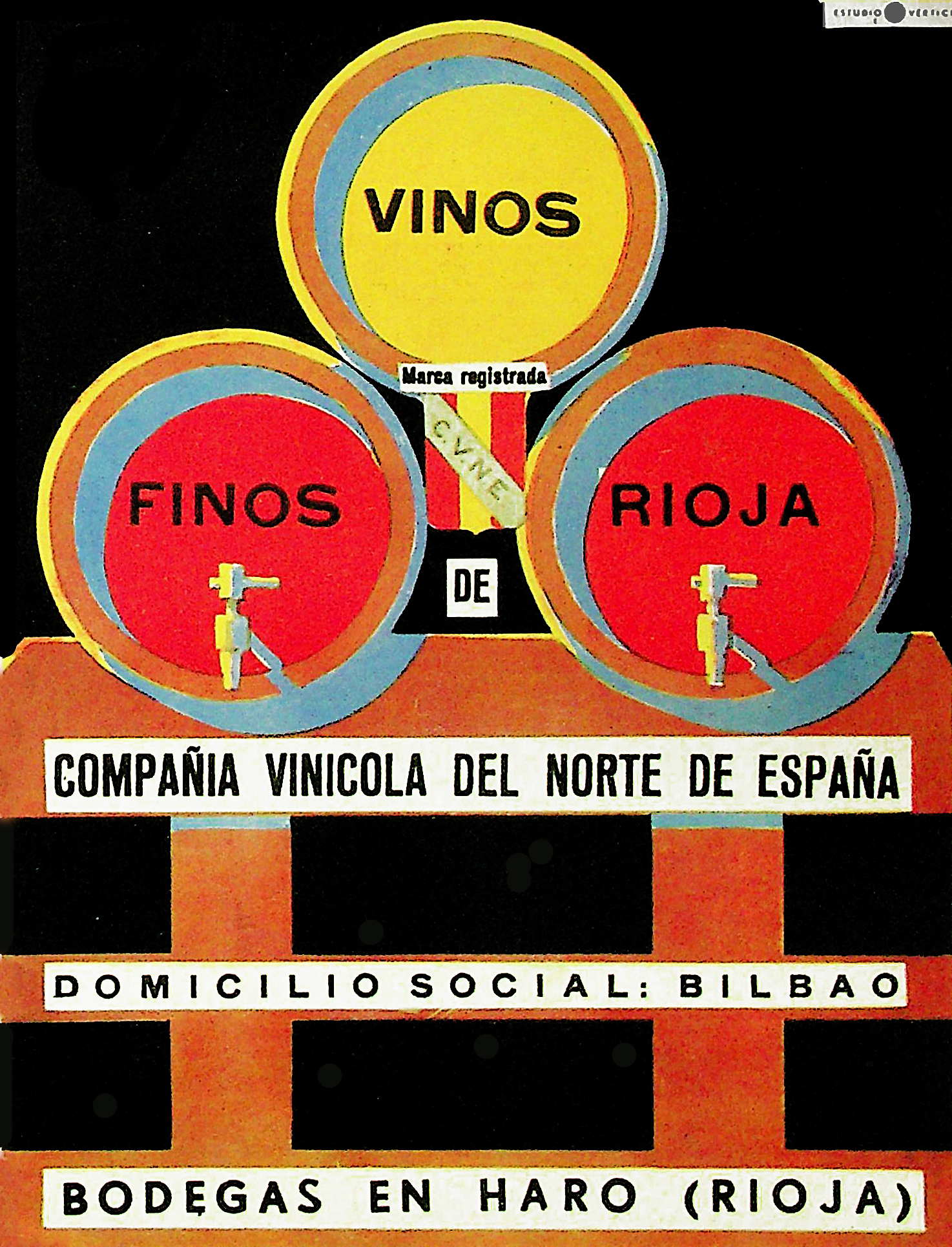
1938年1月のC.V.N.E.の広告

名称は「北スペインのワイン会社」の頭文字を取ったものとなっている。
リオハはスペインの代表的なワイン生産地であるが、そこで1879年から続く店頭的なワイナリーである。
モットーは「最高のワインを造ること」。近年は「最高のワインを世界中の人に知ってもらうこと」が目標に追加されている。

## ワイナリー
以下の3つのワイナリーを所有している。
- ビニャ・レアル（Viña Real）
- コンティノ（Contino）
- クネ（CVNE）

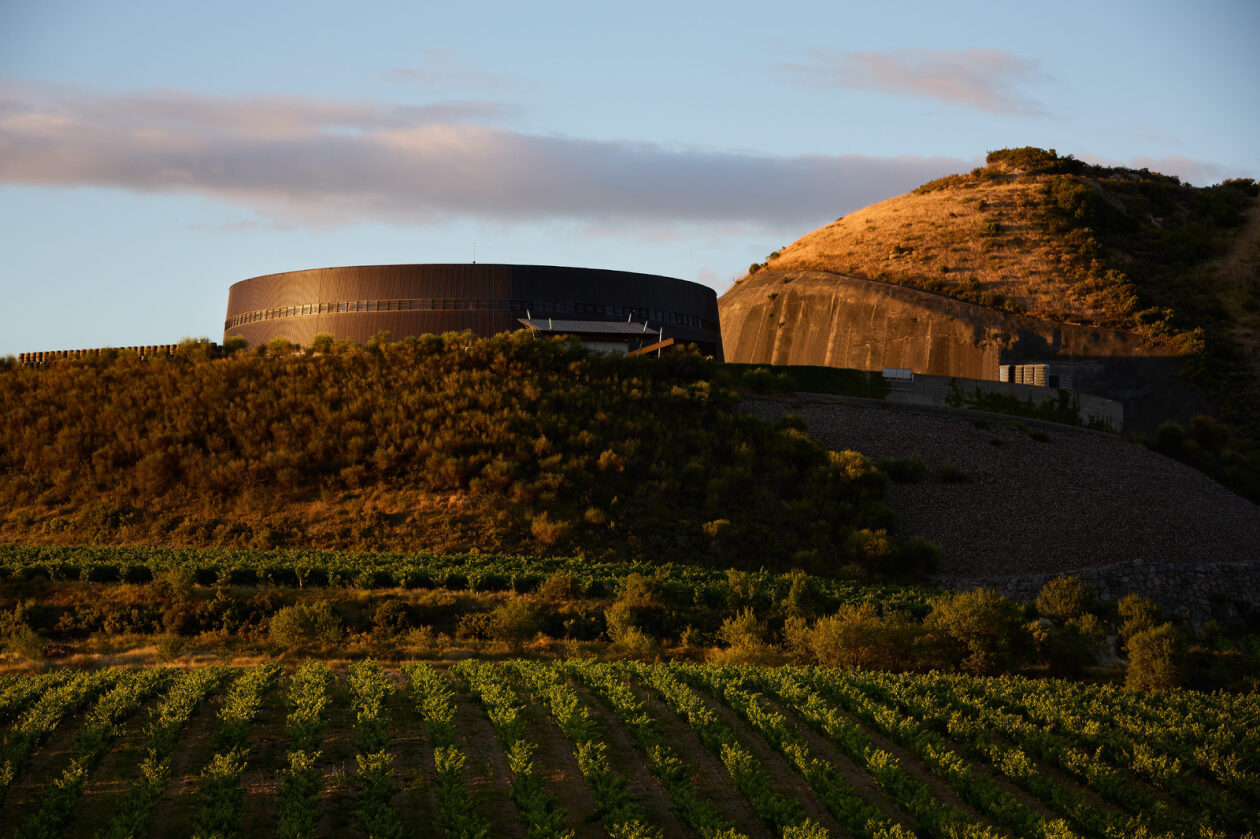
ビニャ・レアル
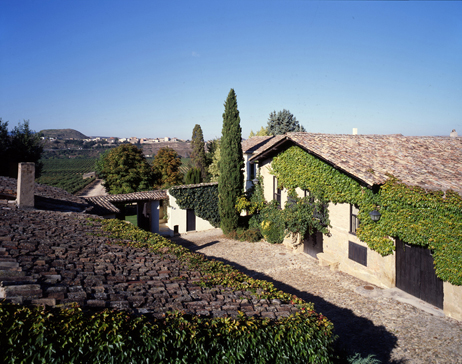
コンティノ

## 銘柄

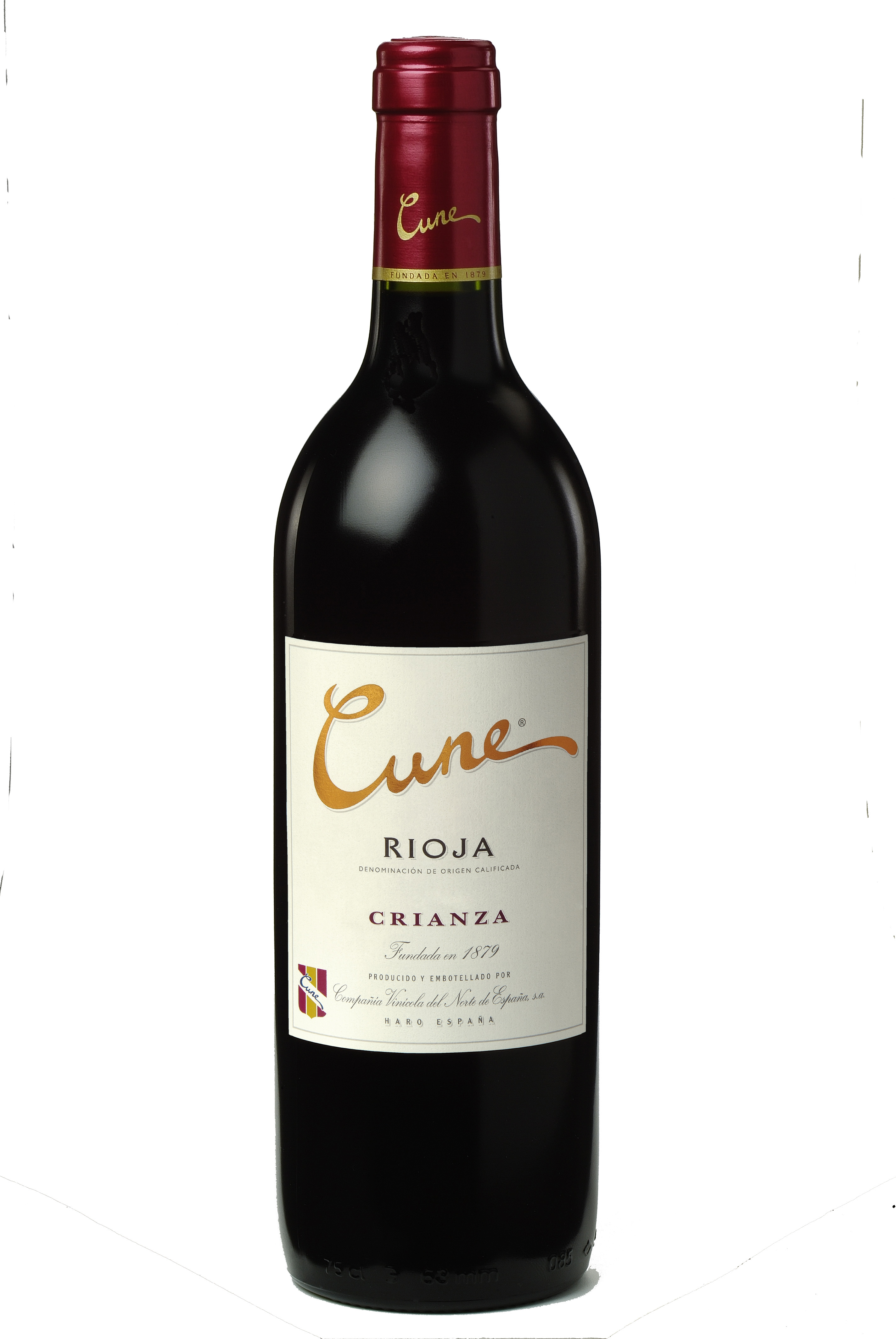
クネ クリアンサ
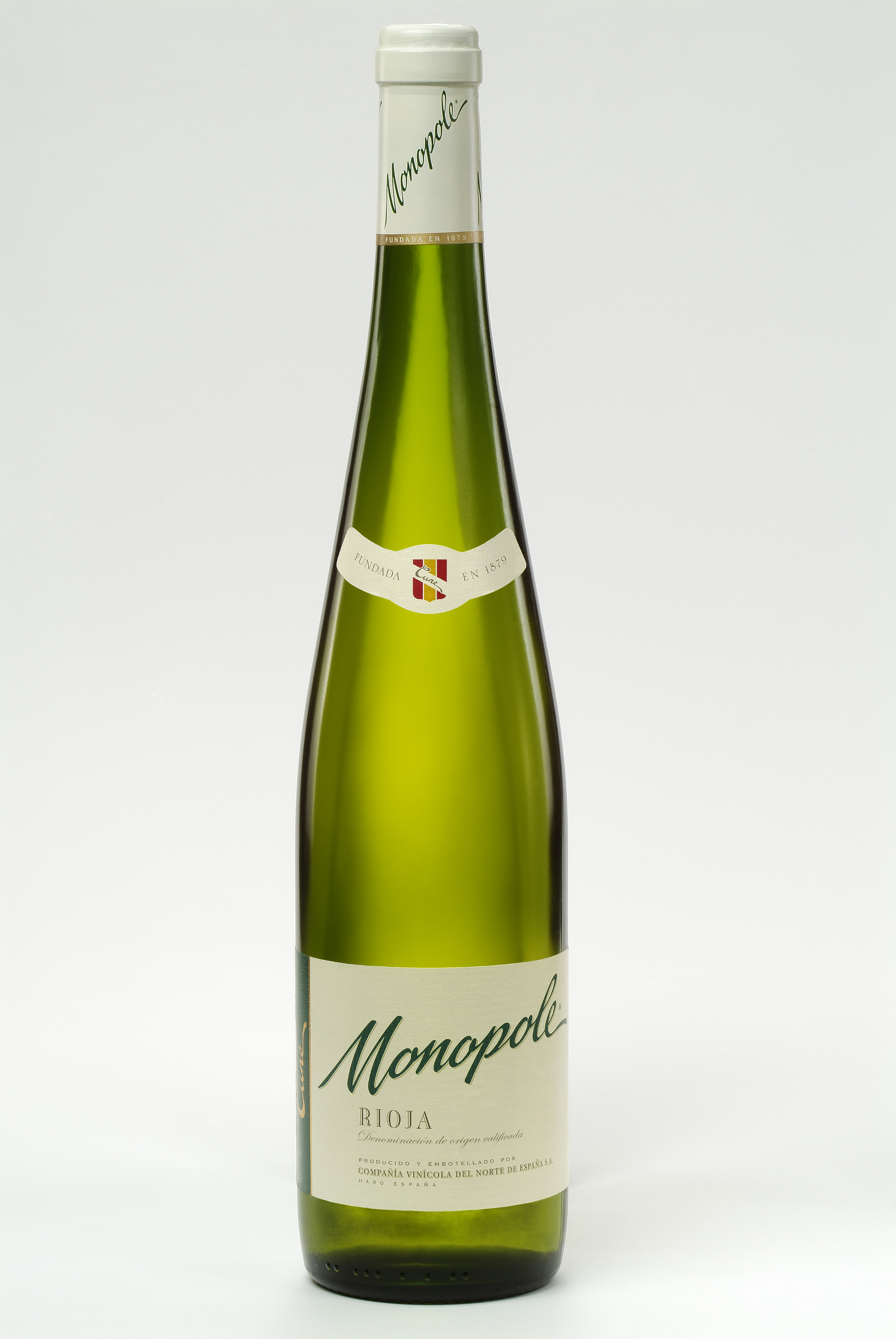
クネ モノポール
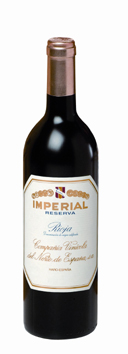
インペリアル レセルバ

クネ（Cune）
クリアンサ（Crianza）
最も人気の高い製品。テンプラニーリョ80パーセントにマスエロ、ガルナッチャを使用し、アメリカンオーク樽で熟成させる。
スペイン国内での販売量と販売金額の1位を2014年、2015年、2019年、2020年に達成している。
モノポール（Monopole）
ビウラ100パーセントの白ワイン。
ロサド（Rosado）
テンプラニーリョ100パーセントの赤ワイン。
ビニャ・レアル（Viña Real）
テンプラニーリョ90パーセントにガルナッチャ、グラシアノ、マスエロを使用し、アメリカンオーク70パーセント、フレンチオーク30パーセントで22か月樽熟成させる。
コンティノ（Contino）
グラシアノ（Graciano）
グラシアノ100パーセントの赤ワイン。
インペリアル（Imperial）
フラッグシップワイン。
スペイン国王フェリペ6世が皇太子時代の2004年に開催されたレティシア・オルティスとの結婚式の際にインペリアル・グラン・レセルバ1994がふるまわれた。
- クネ クリアンサ
- クネ モノポール
- インペリアル レセルバ

## 歴史
1879年にリオハ・アルタのアーロでレアル・デ・アスア兄弟（Real de Asúa）によって創業される。当初、自社ワインのラベルに「CVNE」と印刷する予定だったが、印刷会社の単純な誤植で「CUNE」と印刷されてしまった。しかし、兄弟はこれを大いに気に入り、 C.V.N.E.の最初のブランド「Cune」が誕生することになった。

### 日本での展開
2000年に、日本ホテルバーメンズ協会の三国ワイン株式会社の100パーセント株主となった。
日本をアジアに展開する際の拠点とする構想である。

## 評価
- インターナショナル・ワイン・アンド・スピリッツ・コンペティション2015では「スペイン最高の生産者」に選ばれている[1]。
- ワイン・スペクテーター（英語版）トップ100でインペリアルがスペインのワイナリーとしては初めて世界1位を獲得している[3][4]。